# Gesellschaft für Rassenhygiene
Die Gesellschaft für Rassenhygiene wurde am 22. Juni 1905 von dem Mediziner und Privatgelehrten Alfred Ploetz in Berlin gegründet. Die Gesellschaft wollte die „Rassenhygiene“ als Wissenschaft begründen und trug zu ihrer Etablierung in Deutschland bei. 1945 erlosch sie.

## Geschichte
Die Satzung der Gesellschaft beginnt mit den Worten „Die internationale Gesellschaft für Rassenhygiene bezweckt die Förderung der Theorie und Praxis der Rassenhygiene unter den weißen Völkern“.
Am Ende des Jahres der Gründung der Gesellschaft (1905) waren 31 Mitglieder registriert. Neben Alfred Ploetz, der Psychiater und Schwager von Ploetz Ernst Rüdin, Ploetz’ Jugendfreund Gerhart Hauptmann, der Schriftsteller Wilhelm Bölsche, der Hygieniker Max von Gruber, der Arzt Wilhelm Schallmayer, die Ärztin Agnes Bluhm, der Ethnologe Richard Thurnwald, der Forschungsreisende Wilhelm Filchner, der Jurist Anastasius Nordenholz, die Zoologen Ludwig Plate und Konrad Günther, der Botaniker Erwin Baur, der Arzt Wilhelm Weinberg, der Hygieniker Ignaz Kaup und der sozialdemokratische Sozialhygieniker Alfred Grotjahn. Nach Berlin gründeten sich weitere Ortsgruppen in München (Alfred Ploetz, Max von Gruber, Ernst Rüdin), Freiburg, Gießen (Hermann Hoffmann) und Stuttgart. Ehrenmitglieder wurden der Zoologe Ernst Haeckel, der Genetiker August Weismann, der Gynäkologe Alfred Hegar und der Physiologe Gustav von Bunge.
Ploetz bezeichnete die Gesellschaft 1909 als „Gemeinschaft Gleichstrebender von hervorragender sittlicher, intellektueller und körperlicher Tüchtigkeit, deren Lebensführung selbst die Grundzüge der neuen Wissenschaft zu verwirklichen helfen soll“. Aus den durch Selbstuntersuchungen erlangten Daten sollten diese Wissenschaftler durch die Sammlung von „biologisch und rassenhygienisch wichtigen, normalen und krankhaften, körperlichen und geistigen Eigenschaften einen Grundstock von wissenschaftlichem Material schaffen, aus dem später Gesetze und Regeln gefolgert und praktische Maßnahmen und Empfehlungen abgeleitet werden können“. Die Gesellschaft stand anfangs „positiven“ Züchtungsutopien, wie sie vor allem Willibald Hentschel propagierte, ablehnend gegenüber.
1916 wurde die Gesellschaft umbenannt in „Deutsche Gesellschaft für Rassenhygiene“. 1925 bekam sie Konkurrenz; der „Deutsche Bund für Volksaufartung und Erbkunde“ trat mit der Zielsetzung auf, die Eugenik „in ganz populärer, für jedermann verständlicher Form [zu] pflegen und verbreiten“. Zunehmend kamen in den Gesellschaften auch Ideen eines „nordischen Übermenschen“ zum Tragen und der „Berliner Gesellschaft“ wurde vorgeworfen, sie sei von Juden unterwandert. Vertreter der ursprünglichen Gesellschaft für Rassenhygiene wiederum sprachen sich vehement gegen die Idee eines nordischen Übermenschen aus. Max von Gruber zum Beispiel, der sich bereits 1903 mit einem Aufsatz in der Münchener Medizinischen Wochenschrift klar antirassistisch positioniert hatte, hielt am 28. Januar 1926, wie zuvor schon in Würzburg und Tübingen, in München den heftig umstrittenen Vortrag „Das rassenhygienische Ideal“. In diesem warnte er davor, das reinrassige, allein seligmachende Nordische Ideal überzubewerten. Er postulierte, dass „gerade Mischungen verschiedener Erbanlagen die bedeutendsten Männer hervorbrachten“, und nannte Goethe, Schiller, Luther, Leibniz, Mozart, Beethoven, Moltke und viele andere.
Am Ende konnte sich 1929 bei den Wahlen zum Vorstand der „Gesellschaft für Rassenhygiene“ die gemäßigte Linie durchsetzen, sie vereinigte sich mit dem „Bund für Volksaufartung“ und wollte mit der Umbenennung in „Deutsche Gesellschaft für Rassenhygiene (Eugenik)“ auch die rassistische Komponente eliminieren.
1933 ging die Deutsche Gesellschaft für Rassenhygiene jedoch ganz auf den Regierungskurs unter Ernst Rüdin. Durch die nationalsozialistische Rassenhygiene und durch Beratung zu rassenpolitischen Maßnahmen nahm sie Einfluss auf wichtige Gesetzesvorhaben, wie das Gesetz zur Verhütung erbkranken Nachwuchses, mit dem das NS-Regime als Euthanasie getarnte Massenmorde an Kranken und Behinderten, Zwangssterilisierungen u. ä. rechtfertigte.

## Zeitschriften
Als wissenschaftliches Organ fungierte ab 1922 (Jahrgang 14) das Archiv für Rassen- und Gesellschafts-Biologie. Von 1926 bis 1944 gab die Gesellschaft die illustrierte, monatlich erscheinende Zeitschrift Volk und Rasse beim J. F. Lehmanns Verlag heraus. Die Schriftleitung hatte ab 1929 der Anthropologe Bruno K. Schultz.